# 史密斯威森M610左輪手槍
史密斯威森M610（英語：Smith & Wesson Model 610）是一款由美国槍械公司史密斯威森所研製及生產的6發式“N型底把”（設計之初就是以不鏽鋼作為材料）雙動操作式左輪手槍，發射火力強大的10毫米Auto或火力相對較弱的.40 S&W這二種.40口徑的半自動手枪子彈。

## 歷史
1990年，史密斯威森M610首度亮相；但其推出以後不久，10毫米Auto知名度已經開始下降，銷售遲緩造成1992年，史密斯威森將該型號停產。
6年沉寂之後的1998年，它經過針對射擊競賽而作出相應匹配的稍微改動以後重新推出。擊針從擊錘轉移至底把內部，而且加入內置式保險鎖。
這重新推出型是按照國際實戰射擊聯合會（IPSC）的成員的要求而作出修改，但史密斯威森M610更常被國際防衛手槍協會（IDPA）的成員在比賽上使用。
2019年春季，史密斯威森重新推出M610的4英寸與6英寸槍管型號。與1998年版本一樣，2019年型號具有六發容量，所有主要部件的，以及史密斯威森的保險鎖系統都是由不銹鋼所製成。2019年版本的標配包括黑色合成手指凹槽式握把、黑色刀片狀可互換式準星和可調節的白色輪廓照門。M610能夠使用該左輪手槍所標準配備的月型夾以發射10毫米Auto和.40 S&W兩款彈藥。

## 概述
史密斯威森M610是史密斯威森以“N型底把”生產的10毫米Auto口徑左輪手槍，類似於.44麥格農口徑的S&W M29系列，以及.357麥格農口徑的S&W M27系列與M28。10毫米Auto與.40 S&W這二種子彈都是無底緣型半自動手枪，因而需要使用月型夾，一個具有多個金屬凸緣與凹槽的夾子以勾住子彈的勾槽，在（重新）裝填及拋出空彈殼時代替將凸緣，將夾着的所有彈藥夾着並一併裝上或排出弹巢，同時使彈藥不會從彈巢中掉落。由於.40 S&W是10毫米Auto的縮短彈殼及火力下降、但具有相同直徑的衍生型彈種，史密斯威森M610亦可裝填及發射.40 S&W手槍子彈。

## 衍生型

### 史密斯威森M310
史密斯威森M310是史密斯威森M610的钪合金底把版本，表面採用了啞光黑色。根據來自史密斯威森的衍生型號名稱編配手法，M310這個型號是將原來的M610左輪手槍的型號名稱前面的字6改為3以表示這是原來的M610左輪手槍設計的钪合金版本，這點與史密斯威森M325、史密斯威森M327、史密斯威森M329、史密斯威森M357、史密斯威森M386相同。

#### 相關衍生型
- S&W M310PD（英語：Smith & Wesson Model 310PD）是一把钪合金底把的個人防衛型左輪手槍，是PD型系列的一部份。
- S&W M310夜間護衞型（英語：Smith & Wesson Model 310 Night Guard）是一把钪合金底把以及採用PVD塗層弹巢、氚光機械瞄具的左輪手槍，是夜間護衞型系列的一部份。

## 資料來源
1. ↑  Supica, Jim; Nahas, Richard. . Iola, Wisconsin: F+W Media, Inc. 2007: 250  [2016-04-17]. ISBN 0-89689-293-X. （原始内容存档于2014-07-09）.
2. 1 2 3 4  Sweeney, Patrick. .  Iola, Wisconsin. Gun Digest Books. 2004: 118–125  [2016-04-17]. ISBN 0-87349-792-9. （原始内容存档于2014-07-09）.
3. ↑  " TTAG 20190327 （页面存档备份，存于）"

## 外部連結
- （英文）—Modern Firearms—Smith & Wesson N-frame revolvers
- （英文）—Gunblast.com—Smith & Wesson Brings Back the 10mm Model 610 Revolver （页面存档备份，存于）
- （英文）—Day At The Range—S&W 610 10MM Revolver （页面存档备份，存于）
- （英文）—Tactical-Life.com—Perfect 10! S&W’s M610 10mm Revolver Review （页面存档备份，存于）